# Матчи сборной Москвы по футболу (1936)
Сезон 1936 года стал 30-м в истории сборной Москвы по футболу.
В нем сборная провела 4 официальных матча — один международный товарищеский и три междугородних товарищеских в рамках Матча восьми городов

## Классификация матчей
По установившейся в отечественной футбольной истории традиции официальными принято считать матчи первой сборной с эквивалентным по статусу соперником (сборные городов, а также регионов и республик); матчи с клубами Москвы и других городов составляют отдельную категорию матчей.
Международные матчи также разделяются на две категории: матчи с соперниками топ-уровня (в составах которых выступали футболисты, входящие в национальные сборные либо выступающие в чемпионатах (лигах) высшего соревновательного уровня своих стран — как профессионалы, так и любители) и (начиная с 1920-х годов) международные матчи с так называемыми «рабочими» командами (состоявшими, как правило, из любителей невысокого уровня).

## Статистика сезона
| 1936          |                         |     |
| МН 29         | Москва — «Расинг» Париж | 1:2 |
| МГ 88         | Москва — Харьков        | 2:0 |
| МГ 89         | Москва — Баку           | 2:0 |
| МГ 90         | Москва — Горький        | 4:0 |
| Итого         |                         |     |
| И В Н П М     |                         |     |
| 4 3 0 1 9 − 2 |                         |     |

## Официальные матчи

### 165. Москва — «Расинг» Париж — 1:2
Международный товарищеский матч 29 (отчет ).
21 ноября 1935 года советскую столицу посетил секретарь французского рабочего спортивно-гимнастического объединения (ФСЖТ) Рауль Шапоан (Raoul Hippolyte Chapoan). В тот же день Шапоан встретился с корреспондентом газеты «Комсомольская правда», сообщив о состоянии рабочего спортивного движения во Франции, перспективах его развития и желательности встреч французских пролетариев с советскими физкультурниками. В конце интервью Шапоан заявил:

В заключение мне хотелось бы сообщить об исключительном интересе к советским футболистам со стороны лучших наших профессиональных футбольных клубов. Перед самым отъездом председатель футбольного клуба «Рессинг» Бернар Леви обратился ко мне с просьбой и поручением договориться с ВСФК о присылке в Париж на 1 января сильнейшей футбольной команды (может быть, сборной Москвы). Одновременно мне известно, что в случае приезда в Париж на матч с футболистами «Рессинга» советская команда получит приглашение на игры и на юге Франции. Предстоящая встреча уже широко обсуждается в футбольных кругах Парижа, а «Рессинг» даже заарендовал для этого матча стадион «Парк Принцев», рассчитанный на 60 тысяч зрителей.
На следующий день интервью с Шапоаном было кратко изложено читателям газеты. Спустя несколько Шапоан повторил приглашение советским футболистам короткой фразой между строк в интервью газете «Красный спорт»:

Узнав, что я еду в СССР, руководители профессионального клуба «Рессинг» просили передать одной из лучших советских команд приглашение приехать в январе для игры в Париж.
Ответная реакция со стороны советских властей на приглашение последовала спустя месяц:

Заседание оргбюро ЦК ВКП(б)
О командировании футбольной команды во Францию (т. Ангаров) – Зам. зав. отделом ЦК. 21 декабря 1935 года.
1. Удовлетворить просьбу ВСФК при ЦИК СССР о командировании во Францию футбольной команды в составе 28 человек для встречи с профессиональной командой «Рэсинг-клуб» и командами рабочих футбольных клубов.
Ответственным руководителем команды утвердить Харченко И. И.

2. Внести на утверждение политбюро ЦК.
В обсуждении приняли участие 53 человека: члены оргбюро ЦК ВКП(б): Андреев, Гамарник, Ежов, Жданов, Косарев (инициатор создания клубного чемпионата СССР по футболу после разбора причин поражения в матче с «Расингом»), Стецкий, Шверник; члены ЦК ВКП(б): Бубнов, Жуков, Зеленский, Крупская, Микоян, Уханов; а также жены членов оргбюро, руководители групп комиссий партконтроля, зав. отделами ЦК, представители от ЦК ВЛКСМ, редакции газеты «Правда» и начальник политуправления НКВД. Решение членов оргбюро было утверждено на заседании Политбюро вечером того же дня или, что вероятнее, на следующий день 22 декабря, т.к. накануне (т.е. 21-го) Сталину исполнилось 56 лет. Возможно, это обстоятельство и оказалось решающим: "лучший друг советских футболистов" мог лично дать добро на их поездку в Париж.
23 декабря центральные газеты оповестили всю страну о поездке советских футболистов в Париж. Главное спортивное издание страны, газета «Красный спорт» на первой странице предоставило слово руководителю советской делегации, зампреду ВСФК Ивану Ивановичу Харченко, рассказавшему о деталях будущей поездке и ее целях. А уже на следующий день футболисты отправились в Париж.
24 декабря в 22 часа 45 минут с Белорусско-Балтийского вокзала Москвы советская делегация отправилась в Париж. В ее составе 28 человек: футболисты московского «Спартака» и «Динамо» и их официальные представители Николай Старостин (ответственный секретарь Московского городского совета «Спартака») и Михаил Лаврентьев (нач. оргучебного отдела и член Президиума Центрального совета «Динамо»), тренер Константин Квашнин (также тренер «Динамо») и руководитель делегации Иван Харченко. Среди провожающих: секретарь ЦК ВЛКСМ Косарев, председатель ВСФК Манцев, руководители ЦС «Динамо» и «Спартака», спортсмены, журналисты, друзья и родные. Перед отъездом Харченко выступил с краткой речью: «Противник очень сильный. Поэтому предсказать результат матча очень трудно. Одно лишь могу сказать с уверенностью: мы едем с твердой волей к победе и постараемся сделать все для победы». Под громкие крики "Физкульт-ура-а-а!!!" поезд медленно отошел от платформы. Отошел с опозданием. Чтобы поспеть к месту вовремя, в польской столице пересели в экспресс «Варшава – Париж» и несколько переусердствовали – вместо утра 27-го оказались на конечной станции 26 декабря в 20 часов 28 минут по парижскому времени, чем ввели в заблуждение встречающих. Лишь благодаря оперативности местных журналистов, неизвестно каким способом раздобывших информацию о прибытии советских футболистов, Шапоан и хозяин «Расинга» Бернар Леви встретили гостей и разместили их в отеле «Кавур» (Cavour). До начала матча оставалось менее 6 суток. Оставшиеся дни советские футболисты посвятили тренировкам, а между ними осмотру достопримечательностей Парижа и посещением спортивных и культурных мероприятий.
В день матча трибуны стадиона «Парк де Пренс» были полностью заполнены. В ложе для почетных гостей находились: полпред СССР во Франции Потемкин, сотрудник посольства Карахан, министр морского флота Французской Республики Пьетри, представители парижского муниципалитета.
35 000 зрителей на переполненном стадионе «Парк де Пренс» стали свидетелями поражения московской команды со счётом 1:2. Сборная возвращалась домой с чувством неудовлетворённости, так как упустила победу в равном матче. Отечественные игроки ничуть не уступали зарубежным в классе, а значит могли конкурировать за первенство в мире. Так описывает свои ощущения игрок сборной Николай Старостин:

«Проигрыш оказался поучительным. <…>. Мы вернулись домой, ходили и объясняли, что противник хорош, но и мы не хуже. Нас застала врасплох тактическая новинка. Нужен обмен опытом, и не только в гостях, но и дома. А что мы знаем друг о друге? Полсотни игроков варятся в собственном соку. Встречаются в год по обещанию сборные больших городов, да и то непостоянно… Где уж тут набраться мудрости!».

| Москва       | 1:2 | «Расинг» Париж |
| ------------ | --- | -------------- |
| - Якушин 28′ |     | - 16′ 73′ Куар |

| Игрок                        | Клуб      |                                 | Вышел на замену | Гол  |
| ---------------------------- | --------- | ------------------------------- | --------------- | ---- |
| Акимов, Анатолий             | «Спартак» | Серебряный гол · Серебряный гол | 1               | (-2) |
|                              |           |                                 |                 |      |
| Старостин, Александр         | «Спартак» |                                 | 59              |      |
| Корчебоков, Лев              | «Динамо»  |                                 | 2               |      |
|                              |           |                                 |                 |      |
| Леута, Станислав             | «Спартак» |                                 | 56              | 2    |
| Старостин, Андрей            | «Спартак» |                                 | 42              | 3    |
| Рёмин, Александр             | «Динамо»  |                                 | 11              |      |
|                              |           |                                 |                 |      |
| Лапшин, Алексей              | «Динамо»  | 46'                             | 17              | 4    |
| Якушин, Михаил               | «Динамо»  | Гол                             | 16              | 15   |
| Смирнов, Василий             | «Динамо»  |                                 | 31              | 21   |
| Павлов, Василий              | «Динамо»  | 85'                             | 48              | 34   |
| Ильин, Сергей                | «Динамо»  |                                 | 50              | 23   |
| Замены                       |           |                                 |                 |      |
| Степанов, Владимир           | «Спартак» | 46'                             | 15              | 8    |
| Величкин, Анатолий           | «Спартак» | 85'                             | 1               |      |
| Запасные                     |           |                                 |                 |      |
| Дубинин, Виктор              | «Динамо»  |                                 |                 |      |
| Квасников, Александр         | «Динамо»  |                                 |                 |      |
| Коротков, Павел              | «Динамо»  |                                 |                 |      |
| Селин, Фёдор Ильич           | «Динамо»  |                                 |                 |      |
| Тетерин, Виктор              | «Динамо»  |                                 |                 |      |
| Максимов, Дмитрий            | «Спартак» |                                 |                 |      |
| Михайлов, Александр          | «Спартак» |                                 |                 |      |
| Никифоров, Пётр              | «Спартак» |                                 |                 |      |
| Путилин, Гавриил             | «Спартак» |                                 |                 |      |
| Рыжов, Иван                  | «Спартак» |                                 |                 |      |
| Старостин, Пётр              | «Спартак» |                                 |                 |      |
| Тренер                       |           |                                 |                 |      |
| Квашнин, Константин Павлович | «Динамо»  |                                 | 1               |      |

| «Расинг» Париж |           |
| -------------- | --------- |
| Ру             |           |
|                |           |
| Шмидт          |           |
| Жордан         |           |
| Диань          |           |
|                |           |
| Баниде         |           |
| Дельфур        |           |
|                |           |
| Мерсье         |           |
| Кеннеди        |           |
| Куар           | Гол · Гол |
| Живкович       |           |
| Венант         |           |

### 166. Москва — Харьков — 2:0
Междугородний товарищеский матч 88 — Матч восьми городов (отчет ).

| Москва                  | 2:0 | Харьков |
| ----------------------- | --- | ------- |
| - Семичастный - С.Ильин |     |         |

| Игрок                        | Клуб      |     | Вышел на замену | Гол   |
| ---------------------------- | --------- | --- | --------------- | ----- |
| Рыжов, Иван                  | «Спартак» |     | 21              | (-29) |
|                              |           |     |                 |       |
| Старостин, Александр         | «Спартак» |     | 60              |       |
| Корчебоков, Лев              | «Динамо»  |     | 3               |       |
|                              |           |     |                 |       |
| Лапшин, Алексей              | «Динамо»  |     | 18              | 4     |
| Старостин, Андрей            | «Спартак» |     | 43              | 3     |
| Рёмин, Александр             | «Динамо»  |     | 12              |       |
|                              |           |     |                 |       |
| Семичастный, Михаил          | «Динамо»  | Гол | 6               | 1     |
| Якушин, Михаил               | «Динамо»  |     | 17              | 15    |
| Смирнов, Василий             | «Динамо»  |     | 32              | 21    |
| Никифоров, Пётр              | «Спартак» |     | 1               |       |
| Ильин, Сергей                | «Динамо»  | Гол | 51              | 24    |
| Тренер                       |           |     |                 |       |
| Квашнин, Константин Павлович |           |     | 2               |       |

| Харьков |  |
| ------- |  |
| ?       |  |
|         |  |
| ?       |  |
| ?       |  |
|         |  |
| ?       |  |
| ?       |  |
| ?       |  |
|         |  |
| ?       |  |
| ?       |  |
| ?       |  |
| ?       |  |
| ?       |  |

### 167. Москва — Баку — 2:0
Междугородний товарищеский матч 89 — Матч восьми городов (отчет ).

| Москва | 2:0 | Баку |
| ------ | --- | ---- |
|        |     |      |

| Игрок                        | Клуб      |  | Вышел на замену | Гол   |
| ---------------------------- | --------- |  | --------------- | ----- |
| Рыжов, Иван                  | «Спартак» |  | 22              | (-29) |
|                              |           |  |                 |       |
| Старостин, Александр         | «Спартак» |  | 61              |       |
| Корчебоков, Лев              | «Динамо»  |  | 4               |       |
|                              |           |  |                 |       |
| Лапшин, Алексей              | «Динамо»  |  | 19              | 4     |
| Старостин, Андрей            | «Спартак» |  | 44              | 3     |
| Рёмин, Александр             | «Динамо»  |  | 13              |       |
|                              |           |  |                 |       |
| Семичастный, Михаил          | «Динамо»  |  | 7               | 1     |
| Якушин, Михаил               | «Динамо»  |  | 18              | 15    |
| Смирнов, Василий             | «Динамо»  |  | 33              | 21    |
| Никифоров, Пётр              | «Спартак» |  | 2               |       |
| Ильин, Сергей                | «Динамо»  |  | 52              | 24    |
| Тренер                       |           |  |                 |       |
| Квашнин, Константин Павлович |           |  | 3               |       |

| Баку |  |
| ---- |  |
| ?    |  |
|      |  |
| ?    |  |
| ?    |  |
|      |  |
| ?    |  |
| ?    |  |
| ?    |  |
|      |  |
| ?    |  |
| ?    |  |
| ?    |  |
| ?    |  |
| ?    |  |

### 168. Москва — Горький — 4:0
Междугородний товарищеский матч 90 — Матч восьми городов (отчет ).

| Москва | 4:0 | Горький |
| ------ | --- | ------- |
|        |     |         |

| Игрок                        | Клуб      |  | Вышел на замену | Гол   |
| ---------------------------- | --------- |  | --------------- | ----- |
| Рыжов, Иван                  | «Спартак» |  | 23              | (-29) |
|                              |           |  |                 |       |
| Старостин, Александр         | «Спартак» |  | 62              |       |
| Корчебоков, Лев              | «Динамо»  |  | 5               |       |
|                              |           |  |                 |       |
| Лапшин, Алексей              | «Динамо»  |  | 20              | 4     |
| Старостин, Андрей            | «Спартак» |  | 45              | 3     |
| Рёмин, Александр             | «Динамо»  |  | 14              |       |
|                              |           |  |                 |       |
| Семичастный, Михаил          | «Динамо»  |  | 8               | 1     |
| Якушин, Михаил               | «Динамо»  |  | 19              | 15    |
| Смирнов, Василий             | «Динамо»  |  | 34              | 21    |
| Никифоров, Пётр              | «Спартак» |  | 3               |       |
| Ильин, Сергей                | «Динамо»  |  | 53              | 24    |
| Тренер                       |           |  |                 |       |
| Квашнин, Константин Павлович |           |  | 4               |       |

| Горький |  |
| ------- |  |
| ?       |  |
|         |  |
| ?       |  |
| ?       |  |
|         |  |
| ?       |  |
| ?       |  |
| ?       |  |
|         |  |
| ?       |  |
| ?       |  |
| ?       |  |
| ?       |  |
| ?       |  |